# Leblouh

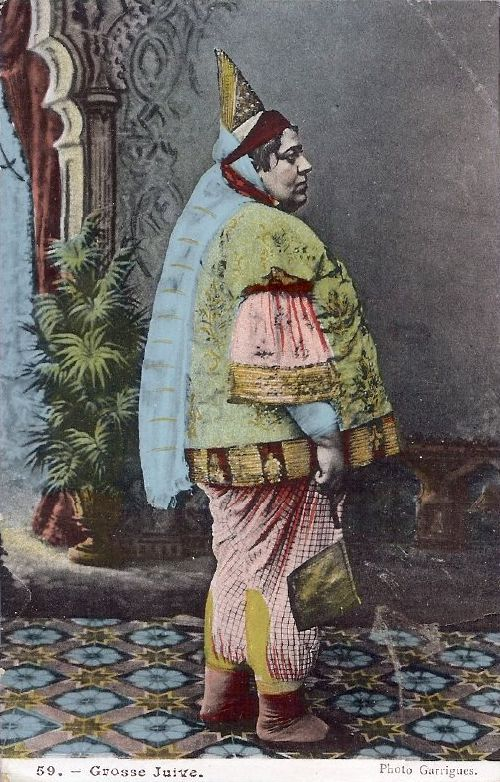
Image d'archive d'une femme juive tunisienne présentant les caractéristiques d'un gavage forcé traditionnel.

Le leblouh (arabe : البلوح (lə-blūḥ)) est une coutume de gavage forcé des femmes et des filles, parfois dès l'âge de 6 ans et jusqu'à 19 ans, dans des pays où la tradition considère que l'obésité est un trait désirable,,.
Le leblouh vise à améliorer les perspectives de mariage dans certaines sociétés où un fort volume corporel est associé à la prospérité. Dérivée de traditions touaregs, cette pratique est surtout présente dans des zones rurales, elle existe dans plusieurs pays d'Afrique : Mauritanie,,,,, Niger, Ouganda, Soudan, Tunisie (notamment chez certains séfarades), Nigeria,.

## Histoire
La pratique du gavage des femmes et des filles remonte au XIe siècle et elle connaît un regain de faveur en Mauritanie après le coup d'État de 2008. Néanmoins, la génération des jeunes Mauritaniens n'apprécie guère cet engraissement.
De vieilles femmes, surnommées « engraisseuses », forcent des filles à absorber d'importantes quantités de nourriture et de liquide, leur infligeant des punitions corporelles en cas de refus. D'ordinaire, afin de devenir grosse, une enfant de 6 ans était obligée, chaque jour, de boire 20 litres de lait de chamelle et manger deux kilos de millet pilé mélangé à deux tasses de beurre.
Malgré les sévices imposés par cette tradition, les mères déclarent qu'il n'existe pas d'autre moyen d'assurer un avenir prometteur à leurs enfants,.

### Documentation
- Martin Mateso, « L'obésité, un critère de beauté : "La pratique du gavage des filles peine à disparaître en Mauritanie" », francetvinfo.fr,‎ 12 septembre 2019 (lire en ligne).
- « Mali.“Miss Disquette”, “Petites Fesses” : quand les femmes doivent grossir à tout prix », Courrier international,‎ 10 mai 2020 (lire en ligne).
- Olivia Marsaud, « Qu’est-ce que le gavage ? », Jeune Afrique,‎ 26 avril 2004 (lire en ligne).